# Hans Albrecht (Unternehmer)
Johann Josef Albrecht, genannt Hans Albrecht (* 9. Mai 1893 in Köln; † 4. Dezember 1979 in Frankfurt am Main), war ein deutscher Unternehmer, Gastwirt und Lokalpolitiker.

## Leben
Hans Albrecht erwarb in den 1930er Jahren eine Likörfabrik in der Frankfurter Altstadt, baute sie aus und eröffnete darin die kleinste Branntweinschänke der Stadt. Das Lokal Zur Blechmusik befand sich im Haus Heldenberg in der Karpfengasse 4. Es wurde bei den Luftangriffen auf Frankfurt am Main im Zweiten Weltkrieg zerstört. 
Albrecht war von 1946 bis 1956 Stadtverordneter und von 1956 bis 1964 ehrenamtlicher Stadtrat in Frankfurt. Er war Mitglied des Hessischen Staatsgerichtshofs, im Aufsichtsrat der Maingaswerke und im Großen Rat der Johann Wolfgang Goethe-Universität Frankfurt am Main.

## Auszeichnungen
1963 wurde Albrecht die Ehrenplakette der Stadt Frankfurt verliehen, 1971 das Bundesverdienstkreuz 1. Klasse.